# 林和人 (実業家)
林 和人（はやし かずと、1964年3月15日 - ）は、日本の実業家。日本初の中国株ネット証券のユナイテッドワールド証券株式会社および日本初のスマートフォン専業ネット証券の株式会社ワンタップバイ創業者・元最高経営責任者。現在ブロックチェーンでデジタル証券を発行するSTO（セキュリティートークンオファー）専門証券会社Hash DasH株式会社およびHash DasH Holdings株式会社　代表取締役CEO.

## 人物・来歴
大阪府豊中市生まれ。1987年関西大学商学部卒業、岡三証券本店国際部入社。
1988年 岡三International (Asia) Limited 香港（返還前英国領）へ出向。日本株式を中心に現地華僑投資家のファミリー資産運用に携わる。
1994年 シンガポールDBS Securities Hong Kong LimitedのDirectorとして転職。香港証券取引所及びシンガポール証券取引所の上場株式ポートフォリオ構築に特化した営業を始め、香港証券取引所の売買代金数％を占める。
1998年アジア通貨危機を機に香港証券取引所正会員 United World Securities International Limited を買収し独立。1999年香港証券取引所の直結取引システムを構築し現地で営業を開始。
2001年12月、中国株専門ネット証券のユナイテッドワールド証券を設立。代表取締役社長CEO兼COO就任。2002年沖縄県名護市にある金融特区にて外国株専門のネット証券を立ち上げる。2004年タイ証券取引所、ロシア証券取引所へ直接接続する取引所直結ネット証券として外国株専門ネット証券システムを構築。
2012年11月に、フランスの新興クラウド証券会社8 Limitedにユナイテッドワールド証券を売却し、その後、この証券会社は、2014年3月にエイト証券株式会社に商号変更し、2018年3月30日に野村アセットマネジメントが買収。
2013年10月31日株式会社One Tap BUY設立。2016年6月1日から日本初のスマートフォン専業ネット証券事業を開始。ソフトバンクみずほ証券が資本参加。
2019年7月26日に社長を退任。この証券会社は、その後、2021年2月1日にPayPay証券に商号変更。
2019年1月30日、スマートフィナンシャル株式会社を買収。2019年11月7日に、Hash DasH Holdings株式会社を設立。スマートフィナンシャル株式会社は2020年1月22日にHash DasH株式会社に商号変更した。Hash DasHは2020年6月29日に第一種金融商品取引業者登録。Hash DasH Holdingsはブロックチェーン関連企業。  Hash DasH Holdingsは日本におけるデジタル証券とSTO(セキュリティ・トークン・オファリング）の草分け的な存在。Hash DasH 株式会社は日本初のデジタル証券専門の証券会社として活動を開始。一般社団法人日本STO協会の正会員。
2024年7月代表を退任し非常勤取締役として在籍。

## 著書
- 『香港大富豪のお金儲け7つの鉄則』幻冬舎 2006年 ISBN 4344012402